# Meedo
Meedo is een geslacht van spinnen uit de familie Gallieniellidae.

## Soorten
Het geslacht kent de volgende soorten:
- Meedo bluff Platnick, 2002
- Meedo booti Platnick, 2002
- Meedo broadwater Platnick, 2002
- Meedo cohuna Platnick, 2002
- Meedo flinders Platnick, 2002
- Meedo gympie Platnick, 2002
- Meedo harveyi Platnick, 2002
- Meedo houstoni Main, 1987
- Meedo mullaroo Platnick, 2002
- Meedo munmorah Platnick, 2002
- Meedo ovtsharenkoi Platnick, 2002
- Meedo yarragin Platnick, 2002
- Meedo yeni Platnick, 2002